# باولو لونديس ماركيز
باولو لونديس ماركيز هو سياسي برتغالي، ولد في 1941 في لشبونة في البرتغال، وتوفي بنفس المكان في 2011. نشط حزبياً في المركز الديمقراطي والاجتماعي - حزب الشعب ‏.